# Legione Lettone
La Legione lettone (in lettone Latviešu leģions) fu una formazione appartenente alle Waffen-SS durante la seconda guerra mondiale, composta principalmente da uomini di etnia lettone e organizzata in due divisioni: la 15ª Divisione (1ª lettone) e la 19ª Divisione (2ª lettone).
La 15ª divisione era subordinata al VI Corpo delle SS, ma operativamente in riserva o a disposizione del XXXXIII Corpo d'Armata, 16ª Armata, Gruppo d'Armate Nord. La 19ª Divisione resistette nella sacca di Curlandia fino al maggio 1945 e fu tra le ultime forze naziste ad arrendersi.

## Istituzione
Fu istituita nel gennaio 1943 per ordine di Adolf Hitler e su richiesta di Heinrich Himmler. Il nucleo originario era rappresentato dai battaglioni di polizia lettoni, formati a partire dal 1941 per compiti di sicurezza e già in servizio sul fronte orientale sotto il comando della Wehrmacht. Anche i membri del Kommando Arajs furono accorpati alla Legione, anche se in ritardo rispetto al corso della guerra, quando il Kommando venne smobilitato dall'azione antipartigiana e antiebraica, e la prima unità del Kommando fu aggregata alla Legione nel dicembre 1944.
In base al decreto sul lavoro di Rosenberg del dicembre 1941, i tedeschi iniziarono a coscrivere i lettoni all'inizio del 1942, dando loro la possibilità di scegliere se entrare nel servizio di lavoro o nei battaglioni di polizia. Un mese dopo la creazione dell'unità, le autorità di occupazione iniziarono a coscrivere gli uomini in età militare specificamente per la Legione. Si poteva scegliere tra servire nella Legione Waffen-SS, subordinata alla Wehrmacht, servire come ausiliari della Wehrmacht tedesca o essere inviati in un campo di lavoro in Germania; coloro che cercavano di sottrarsi venivano arrestati e inviati nei campi di concentramento.
Di conseguenza, solo il 15-20% dei componenti della Legione erano veri e propri volontari. A differenza della Lituania, in Lettonia le potenziali reclute non organizzarono un boicottaggio ufficiale della coscrizione; alcuni disertarono comunque piuttosto che servire lo sforzo bellico nazista. Con il volgere della guerra in sfavore della Germania, vennero reclutati sempre più lettoni. La prima lista di coscrizione comprendeva tutti i nati dal 1919 al 1924, le successive si estesero ai nati tra il 1906 e il 1928.
I comandanti di divisione e la maggior parte del personale erano ufficiali tedeschi delle SS, mentre i singoli reggimenti da combattimento erano in genere comandati da ufficiali lettoni. Dopo che nel novembre 1943 l'Armata Rossa sfondò le linee tedesche a Nevel lungo il 1° Fronte Baltico e avanzò verso la Lettonia, il giorno 13 il controllo della mobilitazione passò dai tedeschi all'Autoamministrazione lettone. Al 26 giugno in servizio nelle varie unità della Legione lettone c'erano 7.671 russi di etnia lettone provenienti da Letgallia, che rappresentavano il 10% degli uomini della regione. Il 1º luglio 1944 la Legione contava 87.550 soldati, e altri 23.000 servivano come "ausiliari" della Wehrmacht.

## Teatri operativi
La prima unità della Legione fu la 2ª Brigata SS lettone creata a febbraio 1943 e impiegata per la prima volta nell'assedio di Leningrado. Il 18 marzo 1943 fu posizionata di fronte all'osservatorio di Pulkovo e continuò a combattere sempre a Leningrado fino alla ritirata delle forze tedesche nel gennaio 1944.
La 15ª Divisione Waffen-SS fu inviata al fronte nel novembre 1943. Originariamente posizionata nei distretti di Ostrov e Novosokol'niki della regione di Pskov, dopo una battuta d'arresto subita dall'esercito tedesco fu spostata nelle posizioni del distretto di Belebelka della regione di Novgorod nel gennaio 1944, da dove si ritirò un mese dopo. Alla fine del febbraio 1944 entrambe le unità assunsero posizioni difensive comuni sui fiumi Sorota e Velikaya. Fu in quel momento che la 2ª Brigata fu rinominata 19ª Divisione Waffen-SS. Nei due mesi successivi queste posizioni furono teatro di intensi combattimenti.
Nell'aprile 1944 la Legione fu sostituita con altre unità e spostata a Bardovo-Kudever, 50 km a est di Opochka. Nel giugno 1944 fu attaccata e iniziò a ritirarsi il 10 luglio 1944, attraversando il confine russo-lettone il 17 luglio. Nell'agosto e nel settembre 1944 la 15ª Divisione fu trasferita in Prussia per essere rifornita di nuove reclute. Rimase in addestramento vicino a Danzica fino all'ordine di tornare in battaglia il 22 gennaio 1945. In quel momento la divisione contava circa 15.000 soldati. Combatté nei pressi di Danzica in gennaio e febbraio, ritirandosi in Pomerania all'inizio di marzo. All'inizio di aprile fu ridotta a 8.000 uomini. Circa 1.000 furono inviati via mare per rifornire le forze nella sacca di Curlandia, il resto cadde nei combattimenti. L'11 aprile alla divisione fu comunicato di trasferirsi in Curlandia; vedendo che la guerra era persa e comprendendo che essere inviati in Curlandia avrebbe significato doversi arrendere ai sovietici, la divisione decise di arrendersi agli Alleati, disobbedendo agli ordini.
La 19ª Divisione continuò a combattere in Lettonia. Nell'ottobre del 1944, le avanzate sovietiche in Lituania tagliarono fuori dal resto delle forze tedesche diverse unità della sacca di Curlandia. La 19ª Divisione partecipò a sei battaglie tra le armate sovietiche e tedesche nella sacca di Curlandia nel 1944 e nel 1945. Durante la terza battaglia, nel dicembre 1944, le unità sovietiche comprendevano due divisioni lettoni, la 43ª e la 308ª, formate dalle reclute arruolate nella Lettonia orientale occupata dai sovietici.
Insieme ad altre unità della sacca di Curlandia, la 19ª Divisione si arrese ai sovietici alla fine della guerra, il 9 maggio 1945. Successivamente quasi 50.000 soldati lettoni divennero prigionieri di guerra sovietici, chiusi nei campi di transito o nei lager. Alcuni dei soldati della Legione continuarono a combattere i sovietici come Fratelli della foresta per altri dieci anni dopo la fine della guerra.

## Motivazioni dei legionari lettoni

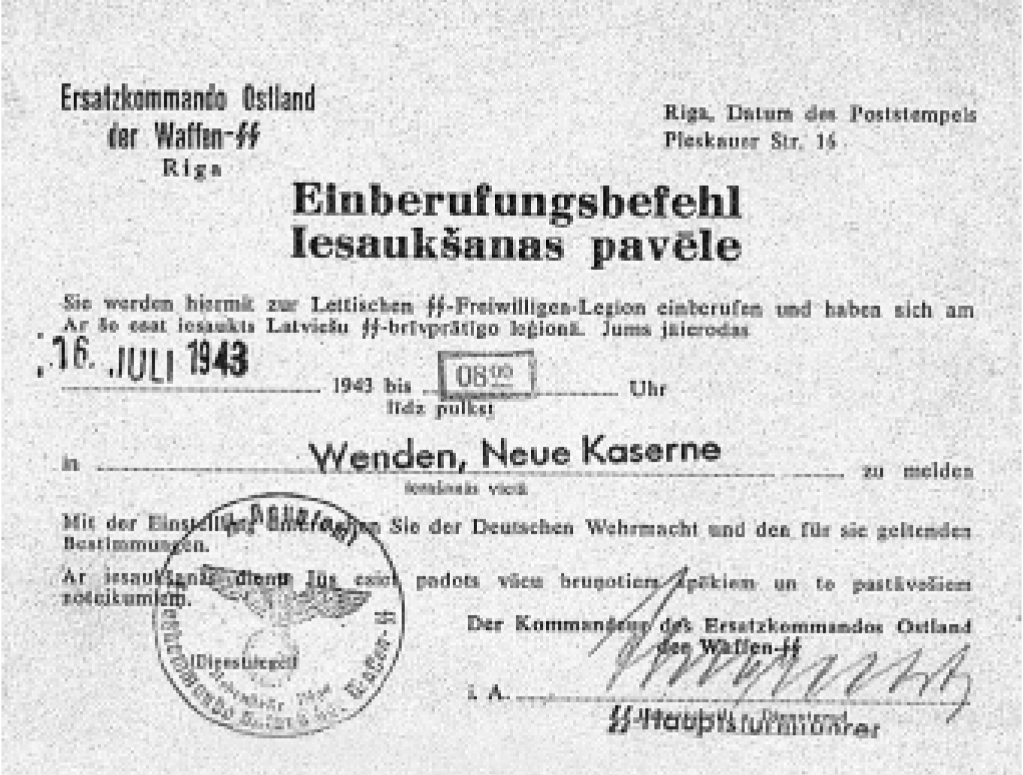
Ordine di coscrizione.

L'Oberführer Adolf Ax, comandante della 15ª Divisione, riferì il 27 gennaio 1945: "Sono prima di tutto lettoni. Vogliono uno Stato nazionale lettone sostenibile. Costretti a scegliere tra Germania e Russia, hanno scelto la Germania, perché cercano la cooperazione con la civiltà occidentale. Il dominio dei tedeschi sembra loro il male minore". Questa prospettiva derivava dall'occupazione sovietica avvenuta tra il 1940 e il 1941, chiamata "Anno del terrore" (lett. Baigais gads), durante la quale decine di migliaia di famiglie lettoni furono giustiziate o deportate in Siberia, con gli uomini separati dalle donne e dai bambini per piegare la resistenza.
Il comando della legione sottolineò che i lettoni stavano combattendo contro la rioccupazione sovietica. I coscritti promisero in nome di Dio di sottostare all'esercito tedesco e al suo comandante Adolf Hitler, di essere coraggiosi e di essere pronti a dare la vita "nella lotta contro il bolscevismo". I legionari speravano di combattere l'Armata Rossa fino alla cessazione della minaccia per la Lettonia e di rivoltarsi poi contro la Germania nazista, ricalcando la guerra d'indipendenza lettone del 1918-1920, quando le forze lettoni espulsero sia le forze bolsceviche che quelle tedesche. I legionari portavano le bandiere lettoni sotto le uniformi come simbolo di questa speranza. Questo sentimento si rifletteva anche in una delle canzoni più popolari della Legione che recitava: "Batteremo quelli infestati dai pidocchi - ancora, ancora. Dopo di che sconfiggeremo quei grigio-blu - ancora, ancora", riferendosi con questi eufemismi ai bolscevichi e ai tedeschi.
Gli Alleati confermarono questa tesi già nel 1943, quando una missione britannica scoprì che i lettoni si opponevano agli occupanti sia sovietici che tedeschi. I lettoni, come gli estoni e in misura minore i lituani, credevano che le potenze occidentali, in particolare la Gran Bretagna, sarebbero venute in loro aiuto come nel 1918-1920. Queste speranze furono rafforzate dalle comunicazioni alleate del novembre 1944, in cui il comando britannico dava istruzioni per tenere la Curlandia fino all'entrata nel Baltico di una flotta congiunta britannico-statunitense.

## Dopo la seconda guerra mondiale

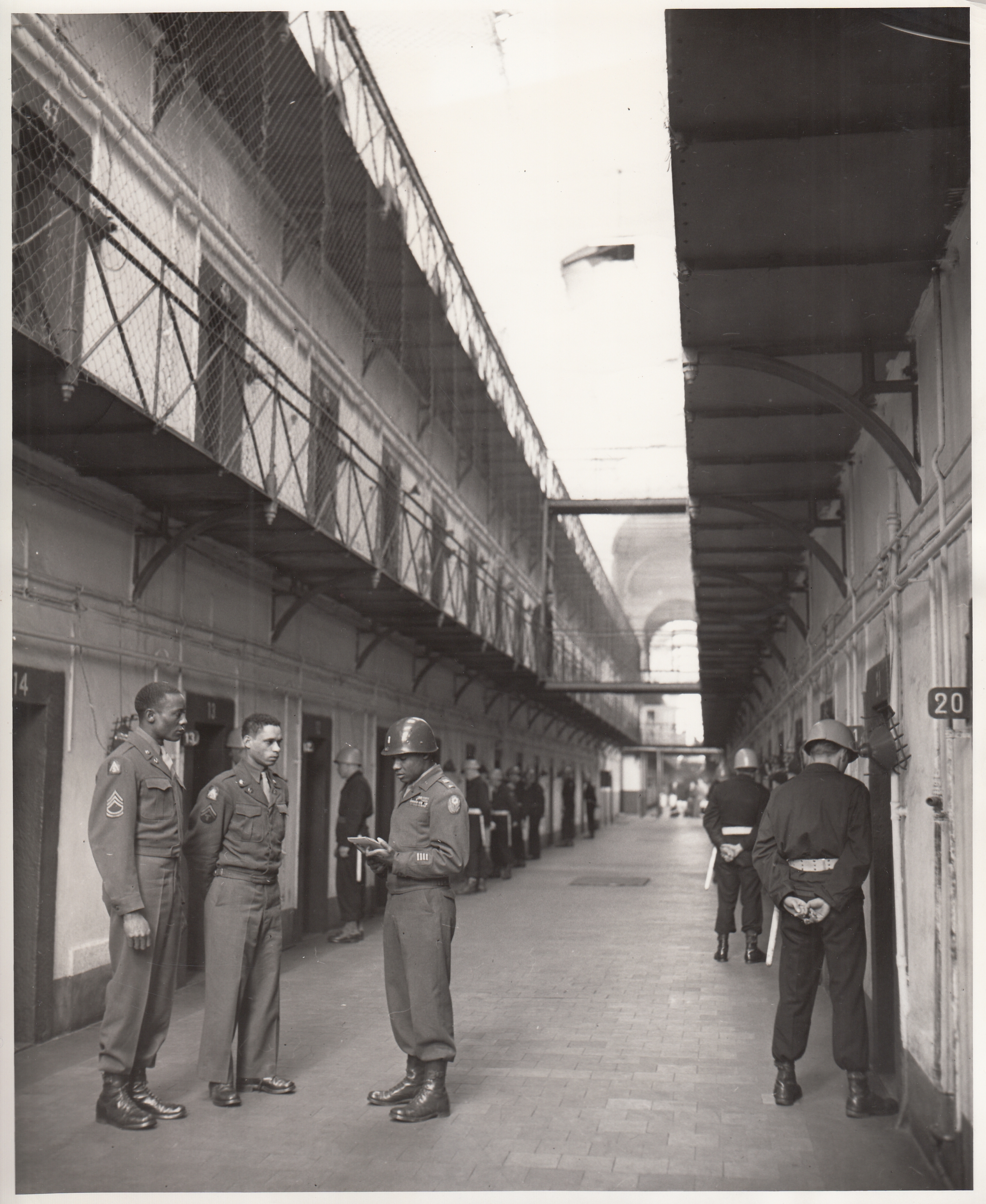
Guardie baltiche, in uniforme nera con elmetto blu e cintura bianca, a guardia di prigionieri nazisti durante il processo di Norimberga.

Nel 1946 il Tribunale di Norimberga dichiarò le Waffen-SS un'organizzazione criminale, facendo eccezione per le persone arruolate con la forza. Il Tribunale stabilì che coloro che avevano prestato servizio nelle Legioni baltiche erano coscritti, non volontari, e li definì come combattenti per la libertà che proteggevano la patria dall'occupazione sovietica e come tali non erano considerabili membri delle Waffen-SS. Successivamente, il 13 aprile 1950, un messaggio dell'Alta commissione alleata, firmato da John J. McCloy, mise in chiaro la posizione statunitense sulle legioni baltiche: "Non dovevano essere viste come 'movimenti', 'volontari' o 'SS'. In breve, non avevano ricevuto l'addestramento, l'indottrinamento e l'iniziazione a cui normalmente venivano sottoposti i membri delle SS".
Con il pieno sostegno del Tribunale di Norimberga e dell'Alta commissione alleata, la Commissione statunitense per gli sfollati dichiarò nel settembre 1950:
Anche prima di questa decisione circa 1.000 ex soldati della Legione lettone avevano prestato servizio come guardie ai processi di Norimberga nella sorveglianza dei criminali di guerra nazisti. In seguito, durante il blocco di Berlino, presero parte alla messa in sicurezza delle strutture alleate coinvolte nel ponte aereo di Berlino e successivamente sorvegliarono anche il quartier generale dell'esercito statunitense.
Durante il periodo sovietico la Legione lettone fu descritta come arruolata illegittimamente dalla Germania nazista nel 1943, senza alcuna accusa di crimini di guerra o di coinvolgimento nell'Olocausto. Ad esempio, il film sovietico Es visu atceros, Ričard (titolo internazionale: I Remember Everything, Richard ) (noto anche come Akmens un skembas nella versione integrale) realizzato negli anni sessanta durante la guerra fredda presso lo Studio cinematografico di Riga, pur essendo pieno di cliché della propaganda sovietica, illustra chiaramente il riconoscimento di diversi aspetti essenziali della Legione: erano soldati in prima linea, per lo più arruolati con la forza, non erano sostenitori dell'ideologia nazista, non avevano partecipato attivamente nell'Olocausto.
Ciò risulta in netto contrasto con la posizione politica assunta nel periodo post-sovietico dalla Russia, che dichiarò gli appartenenti alla Legione criminali di guerra e sfruttò la questione per esercitare pressioni politiche e ideologiche sulla Lettonia sulla scena internazionale.
Nel 1946 il governo di coalizione svedese guidato dai socialdemocratici, nonostante le forti proteste di molti settori della società svedese, estradò in URSS i soldati della Legione lettone (insieme ad alcuni combattenti delle legioni estone e lituana) che erano fuggiti in Svezia e quindi internati. Negli anni '90 il governo svedese ammise che si era trattato di un errore. Nel 1994 i veterani baltici sopravvissuti furono accolti dal re Carlo XVI Gustavo di Svezia e dalla ministra degli Affari Esteri Margaretha af Ugglas e parteciparono a varie cerimonie commemorative sugli eventi legati alla loro estradizione, in merito ai quali il re e la ministra espressero il loro rammarico.
Leanid Kazyrytski sostiene tuttavia che ci sono motivi per supporre che la Legione lettone possedesse le caratteristiche di un'organizzazione criminale come specificato nei processi di Norimberga, perché alcune peculiarità della procedura di arruolamento non permettono di definirlo obbligatorio.

## Crimini di guerra
Il precedente coinvolgimento nellOlocausto di alcuni componenti della Legione, tra cui 600 membri del Kommando Arajs, e la presenza dei sostenitori di Pērkonkrusts e di altri partecipanti all'Olocausto fece ipotizzare che, secondo il diritto militare internazionale, la Legione soddisfacesse i criteri di un'organizzazione criminale o che una parte significativa dei suoi membri fosse direttamente o indirettamente coinvolta in crimini di guerra. È stata inoltre accertata la partecipazione dei soldati della legione ad un massacro di prigionieri di guerra polacchi a Podgaje, nel 1945.
Il giornalista e scrittore finlandese Jukka Rislakki definì l'etichettare tutti i 57.000 legionari come criminali di guerra sulla base dei crimini commessi in precedenza da alcuni dei suoi membri, come parte del Kommando Arajs e dei battaglioni della polizia ausiliaria lettone, «un tipico esempio di "colpa per associazione"».

## Giornata della memoria

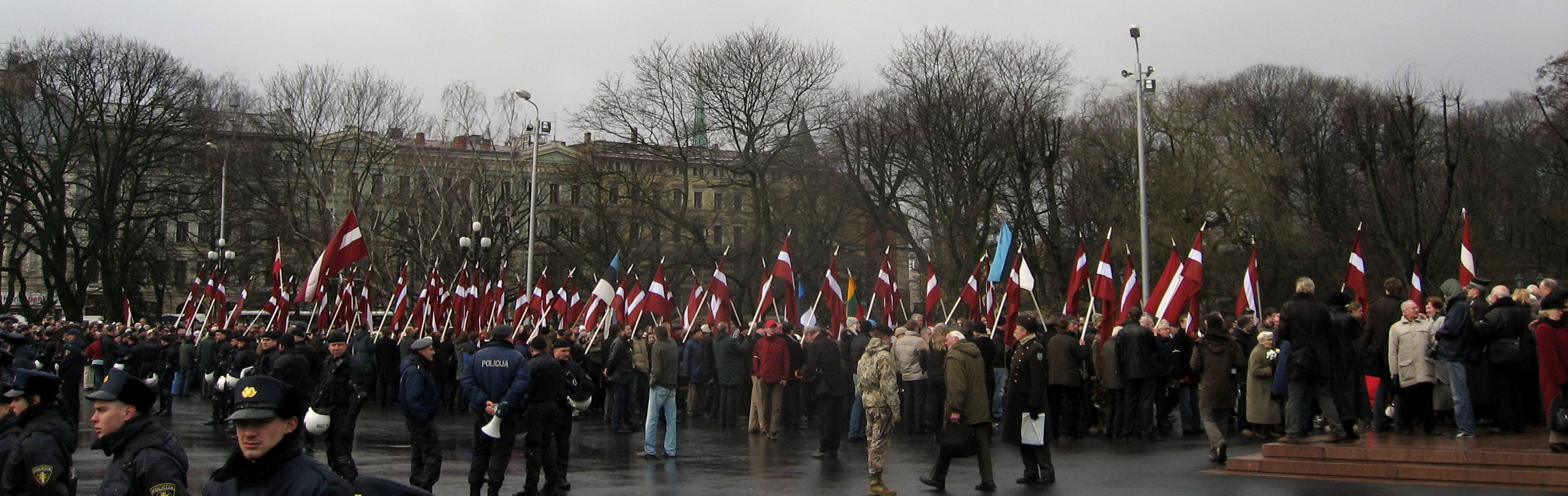
Giornata della memoria dei legionari lettoni, 2008.

Dopo la guerra l'organizzazione dei veterani della Legione lettone in esilio nell'Occidente, Daugavas Vanagi, scelse il 16 marzo come giorno di commemorazione di una battaglia sulla sponda orientale del fiume Velikaya per la collina "93,4", combattuta da entrambe le divisioni Waffen-SS. Pubblicamente celebrato in Lettonia dal 1989/90, fu ufficialmente riconosciuto come "Giorno del ricordo dei soldati lettoni" dal Saeima nel 1998, un compromesso tra il partito Per la Patria e la Libertà/LNNK che voleva istituire il "Giorno del ricordo della Legione lettone" e altri membri della coalizione che temevano l'effetto che tale decisione avrebbe potuto avere sulla reputazione internazionale della Lettonia.
Negli ultimi anni gli eventi del 16 marzo sono stati piuttosto conflittuali, con organizzazioni lettoni che hanno marciato a sostegno della Legione lettone e organizzazioni prevalentemente russe che hanno protestato e tentato di bloccare le marce. A causa di una controversia particolarmente aspra sulla commemorazione ufficiale del Giorno del ricordo dei legionari lettoni nel 1998, i funzionari lettoni si sono astenuti dall'onorarlo ufficialmente. Attualmente la posizione ufficiale delle autorità lettoni è che la giornata è una faccenda privata dei veterani e dei loro parenti.

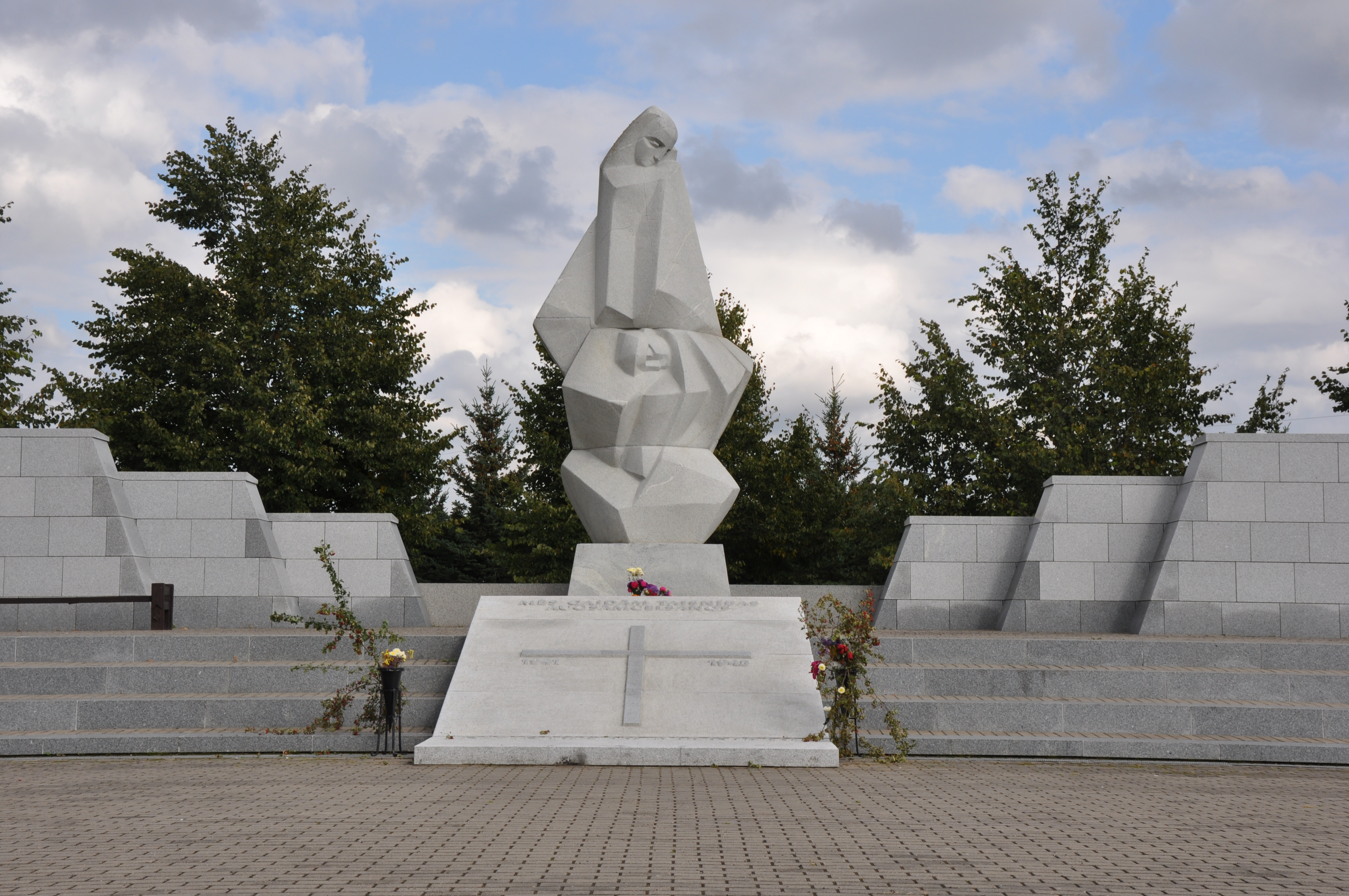
Cimitero dei soldati della Legione lettone nella parrocchia di Lestene.

Il 21 febbraio 2012 la Commissione contro il razzismo e l'intolleranza del Consiglio d'Europa ha pubblicato il rapporto sulla Lettonia nel quarto ciclo di monitoraggio. Il rapporto condanna le commemorazioni delle persone che hanno combattuto nelle Waffen-SS e collaborarono con i nazisti. L'ECRI si dichiarò preoccupata per l'autorizzazione del raduno in memoria dei combattenti di un'unità lettone delle Waffen-SS, che si tiene ogni anno il 16 marzo nel centro di Riga, ed espresse lo sgomento per il nulla osta rilasciato dalle autorità competenti per lo svolgimento di un evento che celebra l'occupazione nazista di Riga (il 1º luglio). Un altro motivo di preoccupazione è la mancata condanna ma anzi sostegno della marcia da parte dell'ex ministro degli Affari Esteri. L'ECRI invita le autorità lettoni a "condannare tutti i tentativi di commemorare le persone che hanno combattuto nelle Waffen-SS e collaborato con i nazisti. L'ECRI raccomanda inoltre alle autorità di vietare qualsiasi raduno o marcia che legittimi in qualche modo il nazismo".
Il 13 marzo 2014 l'europarlamentare laburista britannico Richard Howitt, portavoce della Sottocommissione per i diritti umani del Parlamento europeo, ha dichiarato che l'opinione "che i ragazzi del luogo siano stati costretti a indossare le uniformi delle SS o che fossero volontari spinti dalla voglia di fare, la celebrazione delle loro azioni non solo insulta la memoria delle vittime, ma onora anche il nazismo stesso". Sul proprio sito web, citando le marce delle Waffen-SS, Howitt ha criticato il Partito Conservatore per la sua alleanza politica con gli elementi nazionalisti del governo lettone.

### Approfondimenti
- Andrejs M. Mezmalis, The Latvian legion : information, facts, truth (PDF), Riga, 2008, ISBN 978-9984395876, OCLC 264638074.
- Edmunds Svencs, Latvian Legion (1943-1945) and its role in Latvia's history, Fort Leavenworth, KS, US Army Command and General Staff College, 2013, ISBN 978-1506144702, OCLC 858627313. URL consultato il 31 agosto 2015 (archiviato dall'url originale il 4 marzo 2016).